# Olimpió
Olimpió (en llatí Olympion, en grec antic ̓Ολυμπίων) fou un polític il·liri del segle ii aC.
El rei Gentius d'Il·líria el va enviar com a ambaixador davant del rei Perseu de Macedònia cap al final de la guerra entre el Regne de Macedònia i els romans, el 168 aC. L'esmenten Polibi (Històries xxix. 2,3) i Titus Livi (Ab Urbe Condita XLIV. 23).